# مارفن فنسنت
مارفن فنسنت (بالإنجليزية: Marvin Vincent)‏ هو رجل دين أمريكي، ولد في 11 سبتمبر 1834 في بكبسي في الولايات المتحدة، وتوفي في 18 أغسطس 1922 في Forest Hills, Queens ‏ في الولايات المتحدة.